# Lars Ehrenbill
Lars Ehrenbill, född 7 februari 1697 i Helleby, Stockholms län, död 7 maj 1747 i Göteborg, var en svensk militär (kommendörkapten) och amiralitetstecknare.
Han var son till holmmajoren Erik Strobill och Sara Ekberg samt gift 1726 med Juliana Charlotta Henck och far till Ulrik Gottlieb Ehrenbill. Ehrenbill har blivit känd som Alexander Roslins första lärare inom teckningskonstens grunder.